# بخش بولیوار
|footnotes=
}}
بولیوار پارتیدو (به اسپانیایی: Partido de Bolívar) یک منطقهٔ مسکونی در آرژانتین است که در استان بوئنوس آیرس واقع شده‌است. بولیوار پارتیدو ۵٬۰۲۷ کیلومتر مربع مساحت و ۳۲٬۴۴۲ نفر جمعیت دارد.